# Handwritten (Shawn Mendes)
| Recensione    | Giudizio |
| ------------- | -------- |
| Metacritic    | 58/100   |
| AllMusic      |          |
| Billboard     |          |
| Digital Spy   |          |
| The Guardian  |          |
| Idolator      |          |
| Newsday       | B+       |
| NY Daily News |          |
| Rolling Stone |          |
| USA Today     |          |

Handwritten è il primo album in studio del cantante canadese Shawn Mendes, pubblicato il 14 aprile 2015 dalla Island Records.

## Tracce
1. Life of the Party – 3:35
2. Stitches – 3:27
3. Never Be Alone – 3:36
4. Kid in Love – 3:46
5. I Don't Even Know Your Name – 3:00
6. Something Big – 2:41
7. Strings – 3:11
8. Aftertaste – 2:50
9. Air (feat. Astrid S) – 3:14
10. Crazy – 3:12
11. A Little Too Much – 3:07
12. This Is What It Takes – 3:50

Tracce bonus nell'edizione deluxe
1. Bring It Back – 2:40
2. Imagination – 3:38
3. The Weight – 3:05
4. Don't Want Your Love – 2:52
5. Lost – 3:15

## Classifiche

### Classifiche settimanali
| Classifica (2015) | Posizione massima |
| ----------------- | ----------------- |
| Australia         | 18                |
| Austria           | 37                |
| Belgio (Fiandre)  | 23                |
| Belgio (Vallonia) | 46                |
| Canada            | 1                 |
| Danimarca         | 2                 |
| Finlandia         | 29                |
| Francia           | 74                |
| Germania          | 43                |
| Grecia            | 30                |
| Irlanda           | 11                |
| Italia            | 10                |
| Norvegia          | 1                 |
| Nuova Zelanda     | 18                |
| Paesi Bassi       | 5                 |
| Portogallo        | 5                 |
| Regno Unito       | 12                |
| Spagna            | 2                 |
| Stati Uniti       | 1                 |
| Svezia            | 4                 |
| Svizzera          | 26                |

### Classifiche di fine anno
| Classifica (2015) | Posizione |
| ----------------- | --------- |
| Canada            | 40        |
| Spagna            | 74        |
| Stati Uniti       | 34        |